# Teofiliwka
Teofiliwka (ukr. Теофілівка) – wieś na Ukrainie, w obwodzie winnickim, w rejonie  hajsyńskim, w hromadzie Dżułynka, nad Taszłyczką. W 2001 roku liczyła 605 mieszkańców.
Do 2020 w rejonie berszadzkim.